# Sjuströmmar
Sjuströmmar (Zweeds voor Zeven stromen) is een waterweg op het Zweedse eiland Gotland. 
De Vikingen bewoonden dit gebied al in de middeleeuwen en hadden in Bogeviken een goede baai tot hun beschikking bij hun woonplaats Slite. Enig nadeel, er was geen fatsoenlijke waterverbinding tussen de baai en de Oostzee. Daarop zijn tot 1547 zeven (sju) kanaaltjes (strömmar) gegraven tussen baai en zee. Bij de introductie van moderne verkeersmiddelen had men daar dan weer last van. Zowel bij de bouw van het spoor voor de Slite–Roma Järnväg als de aanleg van een autoweg moesten bruggen aangelegd worden. De geulen waren te diep geworden.  
De Sjuströmmar kan niet meer gesloten worden, want een aantal rivieren zou dan in de zomer en herfst voor wateroverlast zorgen. Het water van bijvoorbeeld de Aner Å stroomt uiteindelijk door de zeven kanaaltjes de Oostzee in.